# Oleg Fatun
Oleg Fatun (né le 11 novembre 1959 à Bogdanovka Rostov) est un athlète soviétique puis russe, spécialiste du 200 mètres et du relais 4 × 100 m.

## Biographie
Son meilleur temps sur 200 m est de 20 s 71 réalisé à Stuttgart en 1993 lors des championnats du monde. Il détient le record de Russie du relais 4 × 100 m, obtenu à Split en 1990, avec l'équipe soviétique (composée uniquement de Russes : Innokentiy Zharov, Vladimir Krylov et Aleksandr Goremykin).

### Palmarès
| Date | Compétition           | Lieu              | Résultat | Épreuve   | Performance |
| ---- | --------------------- | ----------------- | -------- | --------- | ----------- |
| 1990 | Goodwill Games        | Seattle           | 3e       | 4 × 100 m | 38 s 96     |
| 1990 | Championnats d'Europe | Split             | 6e       | 200 m     | 20 s 77     |
| 1990 | Championnats d'Europe | Split             | 4e       | 4 × 100 m | 38 s 46     |
| 1994 | Goodwill Games        | Saint-Pétersbourg | 3e       | 4 × 100 m | 38 s 92     |

### Records
| Épreuve    | Performance | Lieu      | Date         |
| ---------- | ----------- | --------- | ------------ |
| 200 mètres | 20 s 71     | Stuttgart | 17 août 1993 |